# NETASQ
NETASQ – przedsiębiorstwo informatyczne z siedzibą w Villeneuve-d’Ascq we Francji, założone w 1998. Specjalizuje się w dziedzinie bezpieczeństwa sieci komputerowych. Od 2012 roku NETASQ jest członkiem Airbus Group (dawniej European Aeronautic Defence and Space Company – EADS) – koncernu lotniczo-zbrojeniowego powstałego w 2000 roku wyniku fuzji aktywów Francji, Niemiec i Hiszpanii. W 2014 roku firma NETASQ wprowadziła do sprzedaży najnowszą linię urządzeń STORMSHIELD.
Przedsiębiorstwo zajmuje się produkcją rozwiązań typu UTM (ang. Unified Threat Management), obejmujących:
- zaporę sieciową i IPS;
- filtr zawartości (ang. content filtering) – antyspam, antyspyware, antywirus, filtr URL;
- wirtualną sieć prywatną (VPN) – IPsec, SSL (Secure Socket Layer);
- a także własny, wbudowany system zapobiegania włamaniom (IPS) o nazwie „ASQ” (Active Security Qualification).

Produkty NETASQ UTM posiadają certyfikat Common Criteria EAL4+.
Od 2007 przedsiębiorstwo sprzedaje także urządzenia antyspamowe „MFILTRO”, dedykowane bezpieczeństwu poczty elektronicznej, scalające następujące funkcje:
- antyspam (kwarantanny użytkowników, codzienny raport na temat wiadomości dodanych do kwarantanny)
- antyspyware;
- antywirus.